# Āq Daraq-e Jadīd
Āq Daraq-e Jadīd (persiska: آغ درق جدید, Āqdaraq-e Jadīd, Āgh Daraq-e Jadīd, آق درق جدید) är en ort i Iran.   Den ligger i provinsen Östazarbaijan, i den nordvästra delen av landet, 500 km nordväst om huvudstaden Teheran. Āq Daraq-e Jadīd ligger 1 924 meter över havet och antalet invånare är 235.
Terrängen runt Āq Daraq-e Jadīd är kuperad.Runt Āq Daraq-e Jadīd är det ganska glesbefolkat, med 27 invånare per kvadratkilometer. Närmaste större samhälle är Ahar, 16,5 km söder om Āq Daraq-e Jadīd. Trakten runt Āq Daraq-e Jadīd består i huvudsak av gräsmarker.